# Huis Courtenay
Het huis Courtenay omvat twee adellijke families die beiden afstammen van Athon. Athon, de eerste heer van Courtenay, was een nazaat van de graven van Sens en de legendarische Pharamond. Athon was in staat om tijdens de oorlog die woedde tussen het hertogdom Bourgondië en Robert II van Frankrijk grondgebied voor zichzelf te verwerven.

## Geschiedenis
Athon werd opgevolgd door zijn zoon Jocelin. Zijn oudste zoon Miles volgde hem op en een andere zoon van hem (Jocelin I) vertrok mee op de Kruisvaart van 1101 naar het Heilige Land. Doordat Jocelin familie was van Boudewijn II van Jeruzalem wist hij verschillende titels te verwerven, waarvan uiteindelijk het graafschap Edessa het belangrijkst was. Hij en zijn zoon wisten dit graafschap te behouden totdat het werd ingenomen in 1145.

## Splitsing
In de 12e eeuw vertrok Reinoud van Courtenay, een kleinzoon van Miles van Courtenay, na een meningsverschil met koning Lodewijk VII van Frankrijk naar Engeland om daar te gaan wonen en hieruit ontstond de Engelse tak van het huis.

### Capetijnse huis van Courtenay
Elisabeth, de dochter van Reinout uit diens eerste huwelijk, trouwde met Peter, de broer van koning Lodewijk VII. De nakomelingen van Peter en Elisabeth waren leden van het Huis Courtenay, maar in feite was het huis nu een zijtak van het huis Capet. Hun nakomelingen zouden uiteindelijk in het bezit komen van de titels van het Latijnse Keizerrijk en het graafschap Namen. Deze zijtak zou uiteindelijk in 1773 in mannelijke lijn uitsterven, waarbij de naam Courtenay opging in het huis Bauffremont.

#### Claim op het Franse koningschap
Het huis Bourbon, dat de Franse troon erfde onder Hendrik IV, was een andere zijtak van het huis Capet. Volgens de Salische Wet mogen mannelijke nakomelingen in mannelijke lijn de titel prins van den Bloede dragen, een titel die normaal gesproken alleen door familieleden van de koning werden gedragen. Drie Bourbonkoningen Hendrik IV, Lodewijk XIII en Lodewijk XIV weigerden de petities. Het huis Courtenay werd al helemaal buitenspel gezet bij het opstellen van het Verdrag van Montmartre waarbij het huis Lotharingen erkend werd als erfgenaam van de Bourbons. De Courtenay's protesteerden, maar opnieuw weigerde men hun de titel prins toe te kennen. Het laatste mannelijke lid van de familie stierf in 1733, maar zijn nicht trouwde met de markies van Bauffremont en hun nakomelingen verwierven alsnog de titel prins van Courtenay.

### Engelse huis Courtenay
Robert, een zoon uit het laatste huwelijk van Reinout verwierf in Devonshire de baronie Okehampton. Hij trouwde met de erfdochter van William de Redfers, de graaf van Devon. Hun nakomeling Hugh verwierf door dit huwelijk in 1340 het graafschap Devon. In de loop van de geschiedenis is een paar keer de titel opnieuw gecreëerd voor het Huis Courtenay. De huidige graaf is Hugh V van Devon. De familie Courtenay is in Engeland een van de oudste adellijke families.

## Genealogie
- Athon
  - Jocelin, getrouwd met 1. Hildegarde van Gatinais, 2. Elisabeth van Monthléry
    - Hodierna, getrouwd met Godfried, graaf van Joigny
    - Miles, getrouwd met Hodierna van Nevers
      - Willem
      - Jocelin
      - Reinout, getrouwd met 1. Helena van Donjon, 2. Hawise de Curci
        - Robert (gestorven: 1242), baron van Okehampton, getrouwd met Maria de Redvers
          - John (gestorven: 1274)
            - Hugo (gestorven: 1282)
              - (Graven van Devon)

      - Elisabeth, getrouwd met Peter I van Courtenay, zoon van Lodewijk VI

    - Jocelin I van Edessa, getrouwd met 1. Beatrix van Armenië, 2. Maria van Salerno
      - Jocelin II, getrouwd met Beatrix
        - Jocelin III, getrouwd met Alicia van Milly
          - Beatrix, getrouwd met Otto van Botenlauben
          - Agnes, getrouwd met Willem van Mandalea

        - Agnes van Courtenay, getrouwd met 1. Reginald van Marash 2. Amalrik I van Jeruzalem 3. Hugo van Ibelin 4. Reginald van Sidon
        - Isabella van Courtenay, getrouwd met Thoros II van Armenië

    - Geoffrey Chapalu